# Carolina (Alabama)
Carolina ist ein Ort im Covington County des US-BundesstaatS Alabama.
Nach einer Schätzung aus dem Jahr 2005 hatte Carolina 252 Einwohner.

## Geographie
Carolina liegt rund 130 km südlich von Montgomery und ebenso etwa 130 km westlich von Dothan. Die Gesamtfläche von Carolina beträgt 2,9 km².

## Demographie
Nach der Volkszählung aus dem Jahr 2000 hatte Carolina 248 Einwohner, die sich auf 101 Haushalte und 75 Familien verteilten. Die Bevölkerungsdichte betrug somit 40,7 Einwohner/km². 99,6 % der Bevölkerung waren weiß, 0,4 % afroamerikanisch. In 31,7 % der Haushalte lebten Kinder unter 18 Jahren. Das Durchschnittseinkommen pro Haushalt betrug 33.750 Dollar, wobei 10,4 % der Bevölkerung unterhalb der Armutsgrenze lebten.